# Too Young to Die! Wakakushite Shinu
Too Young to Die! Wakakushite Shinu (Too Young to Die! 若くして死ぬ) é um filme japonês do género comédia, realizado e escrito por Kankurō Kudō, e protagonizado por Tomoya Nagase. O filme estava planeado para estrear a 6 de fevereiro de 2016, mas o lançamento foi adiado para 25 de junho do mesmo ano, por causa de uma cena de acidente de autocarro que recordava o acidente de autocarro ocorrido em Karuizawa. Foi exibido na quadragésima edição do Festival Internacional de Cinema de Hong Kong.

## Elenco
- Tomoya Nagase como assassino K
- Ryunosuke Kamiki como Daisuke
- Machiko Ono como Naomi Kamei
- Aoi Morikawa como Hiromi Tezuka
- Kenta Kiritani como Cozy